# Wohora
Wohora o Vora fou un petit estat de l'agència de Rewa Kantha al grup de Sankheda Mehwas, a la presidència de Bombai. Tenia una superfície d'uns 9 km² i el formaven quatre pobles. La població era poc important.
Els ingressos s'estimaven en 650 lliures i el tribut era de 85 lliures pagades al Gaikwar de Baroda.